# Свети Атанасий (Долно Дупени)
Вижте пояснителната страница за други значения на Свети Атанасий.
„Свети Атанасий“ или „Свети Атанас“ (на македонска литературна норма: „Свети Атанасиј“, „Свети Атанасие“) е възрожденска църква в село Долно Дупени, Преспа, част от Преспанско-Пелагонийската епархия на Македонската православна църква – Охридска архиепископия.
Намира се на два километра източно от селото, в местността Горно село. Църквата е консервирана. Представлява еднокорабна сграда от необработен фугиран камък с полукръгла апсида на изток. Само около вратата от южната страна има обработени каменни блокове, формиращи засводения вход. Вътрешността - нартекса, южната и северната стена на наоса и олтарното пространство са изписани в 1864 година от неизвестни майстори според запазения надпис от вътрешната страна над южния вход. Под стенописите от XIX век се виждат по-стари, вероятно от XVII век, най-ясни в горната зона на източната стена на олтарното пространство. Иконите от иконостаса са от XVII, XVIII и XIX век и са защитени като паметници на културата. Иконите от XVII век и царските двери вероятно са дело на майстори от Линотопската художествена школа и се свързват с по-стария живописен слой.